# Judson Dance Theatre

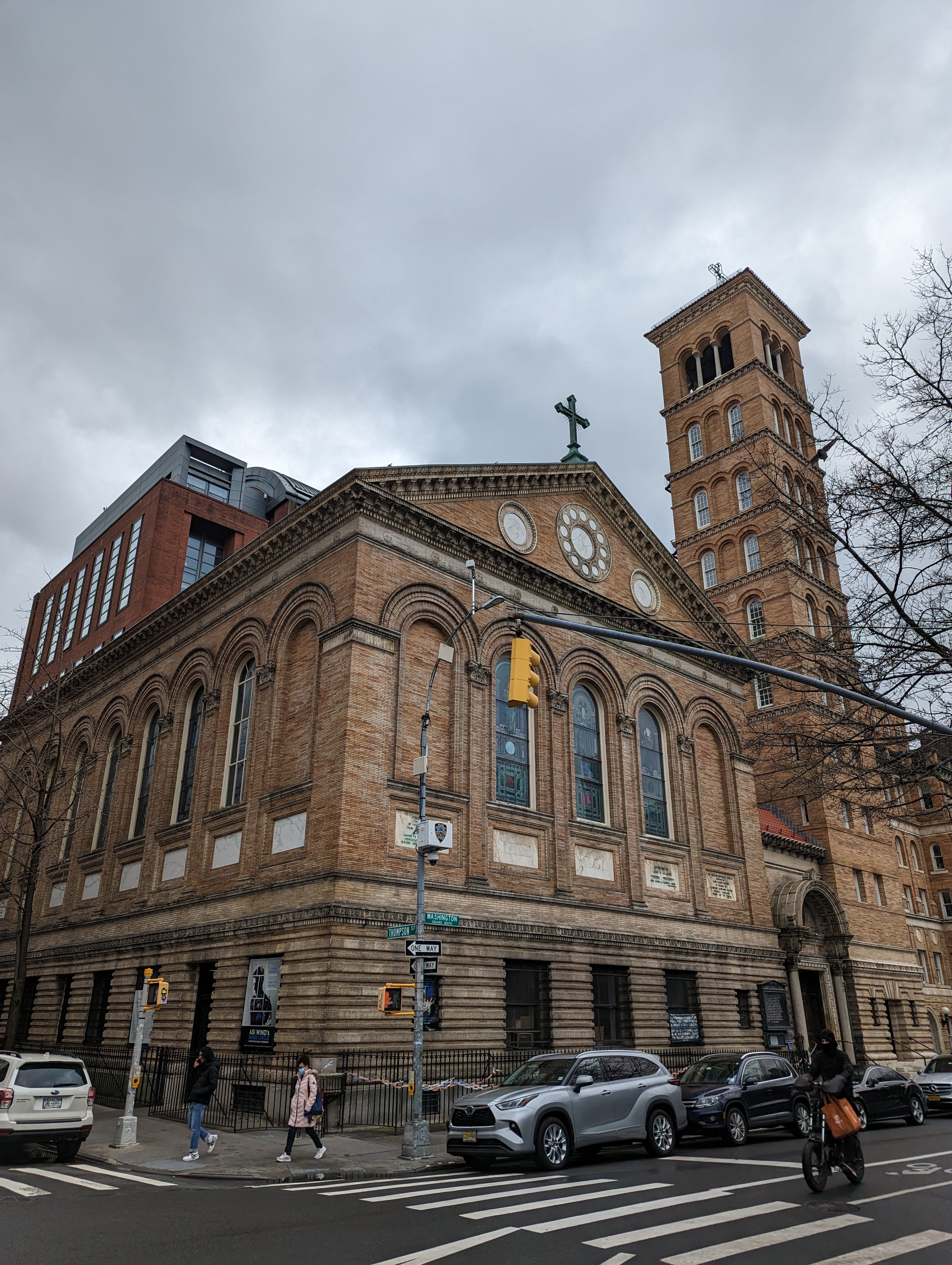
Judson Memorial Church in 2023

Het Judson Dance Theatre was een collectief van avant-garde dansers, componisten en beeldend kunstenaars, die tussen 1962 en 1964 optraden in de Judson Memorial Church in Greenwich Village, Manhattan, New York. De betrokken kunstenaars verwierpen de grenzen van de moderne dans en formuleerden vervolgens de uitgangspunten van de postmoderne dans.

## Geschiedenis
Judson Dance Theatre is ontstaan uit de compositielessen gegeven door Robert Dunn in de studio van danser/choreograaf Merce Cunningham. Dunn was een muzikant die experimentele muziektheorie had gestudeerd bij John Cage. Het eerste concert annex voorstelling, A Concert of Dance, vond plaats op 6 juli 1962 en omvatte werk van veertien choreografen, uitgevoerd door zeventien artiesten. Sommigen waren studenten uit de compositieklas van Dunn, anderen leden van de Merce Cunningham Dance Company, weer anderen waren beeldend kunstenaars, filmmakers of componisten. Uitgevoerd werden werken van onder anderen Yvonne Rainer, Steve Paxton, David Gordon, Alex en Deborah Hay, Fred Herko, Elaine Summers, William Davis en Ruth Emerson.
Vanaf de herfst van 1962 hield de groep wekelijks workshops waarin ze optraden en elkaar kritiek gaven. Deze bijeenkomsten werden eerst gehouden in de studio van Yvonne Rainer en daarna in de Judson Memorial Church. Gedurende de volgende twee jaar werden bijna tweehonderd werken door het collectief gepresenteerd. De naam Judson Dance Theatre werd aangenomen in april 1963. De leden namen ook onafhankelijk deel aan performance- en multimediakunstinstallaties, en happenings", die op dat moment in New York veelvuldig plaatsvonden.
Amerikaanse kunstenaars die bekend stonden om hun bijdragen of invloed aan het Judson Dance Theatre waren abstract schilder Robert Rauschenberg, conceptuele kunstenaars Robert Morris en Andy Warhol, en componist John Herbert McDowell. Choreografen die de groep sterk beïnvloedden waren Merce Cunningham, Simone Forti, Anna Halprin en James Waring.

## Artistieke filosofie
Het Judson Dance Theatre was een plek van samenwerking tussen kunstenaars op diverse gebieden: dans, schrijven, film, muziek en multimedia. Hoewel het collectief nooit een definitieve vorm aannam, keerden bepaalde thema's en methoden telkens terug in het werk van het Judson Dance Theatre; democratische structuren, improvisatiemethoden en een focus op het proces in plaats van het product bepaalden de identiteit van de groep. Geïnspireerd door alledaagse handelingen zoals lopen en zitten, probeerden kunstenaars de grens tussen kunst en het dagelijks leven te doen vervagen. Door middel van gewone, dagelijkse gebaren en handelingen streefden de leden naar een ongecompliceerde, onopgesmukte relatie met het publiek, waarbij de eenvoud van de bewegingen de authenticiteit ervan moest benadrukken.

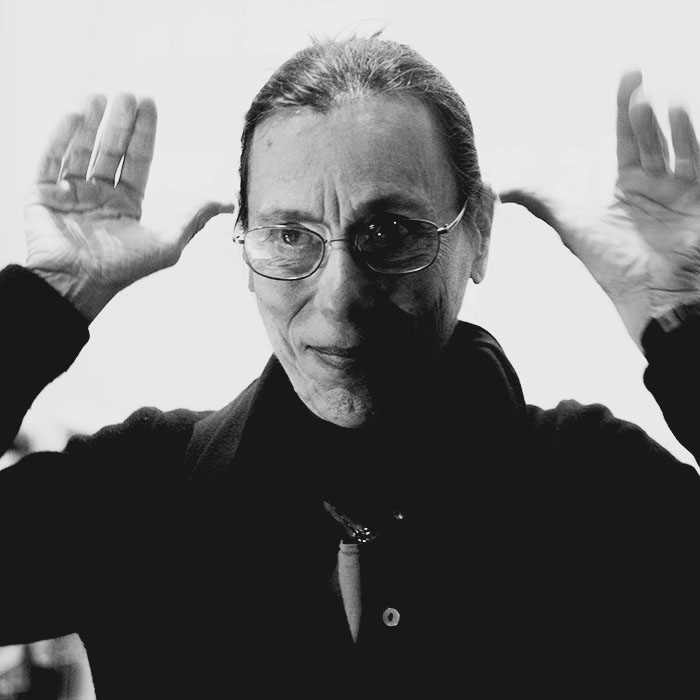
Yvonne Rainer in 2014

Yvonne Rainers 'No Manifesto' ("Geen Manifest"),, waarin elke beperking aan techniek, spanning, spektakel, glamour of veronderstelde ruimte wordt afgewezen, is een goed voorbeeld van de artistieke bedoelingen van het collectief: een resolute afwijzing van elke spectaculaire, virtuoze, verhalende en expressieve choreografische benadering. Zo verwelkomde Rainer in het stuk Trio A iedereen die wilde leren, ervaren en onervaren, geschoold en ongetraind, professioneel en amateur. Door Trio A open te stellen voor iedereen die geïnteresseerd was en het stuk aan een breed publiek te onderwijzen, verwierp Rainer de exclusiviteit van de traditionele danswereld en benadrukte ze dat experiment boven perfectie ging. Inclusie en experiment waren de sleutelbegrippen, aansluitend bij het sociale en politieke klimaat van die tijd.
Het collectieve karakter van het Judson Dance Theatre onderscheidde het van veel andere dansgezelschappen uit die tijd, die de neiging hadden zich te richten op de visie van één enkele artistiek leider. De democratische structuur van Judson moedigde gedeelde autoriteit en samenwerking aan, waarbij elke kunstenaar unieke ideeën kon aandragen. Binnen het Judson Dance Theatre werd in wezen de rol van de choreograaf als centrale stem in de totstandkoming van een danswerk ter discussie gesteld. Dankzij deze aanpak konden kunstenaars binnen de groep experimenteren zonder strikte naleving van een specifieke esthetiek of hiërarchie.

De werkwijze van het Judson Dance Theatre met betrekking tot democratische structuren, improvisatie en het gebruik maken van ongetrainde uitvoerenden, droegen bij aan een bredere heroverweging van de grenzen van dans, en leidde tot reflectie over de rol en toegankelijkheid van kunst in het dagelijks leven. De vroege experimenten van het Judson Dance Theatre zijn belangrijk voor het begrijpen van de evolutie van de hedendaagse dans- en uitvoeringspraktijk.

## Invloed; nalatenschap
Hoewel de optredens van het gezelschap in 1964 stopten, is de invloed van de groep ook in de jaren daarna groot gebleken. Individuele leden van de groep, maar ook Judson-kunstenaars van de tweede generatie zoals James Waring en zijn groep, bleven werk creëren dat de fundamentele filosofieën van het Judson Dance Theatre levend hield. Misschien wel het meest invloedrijke aspect van de nalatenschap van de Judson-leden is niet het werk dat ze produceerden, maar hun werkwijze, de lens waardoor ze naar hun werk keken, wat inhoudt dat in principe alles als dans kan worden beschouwd.
In 2012, vijftig jaar na de eerste uitvoering van het Judson Dance Theatre, presenteerde het in New York gevestigde gezelschap Danspace Project de serie Platform 2012: Judson Now, met werk van kunstenaars uit het Judson-tijdperk. De serie weerspiegelde de huidige artistieke interesses van de toenmalige leden, en gaf daarnaast aandacht aan kunstenaars die de Judsongroep vóór 1962 beïnvloedden en hedendaagse kunstenaars die Judson als referentiepunt claimen. In 2018 organiseerde het Museum of Modern Art, eveneens in New York, een retrospectief getiteld Judson Dance Theatre: The Work Is Never Done, met onder meer werk van Yvonne Rainer, Deborah Hay, David Gordon, Lucinda Childs, Steve Paxton en Trisha Brown.
Ontwikkelingen in de hedendaagse danspraktijk die terug te voeren zijn op het Judson Dance Theatre zijn onder meer: contactimprovisatie, dansimprovisatie en dans voor camera.

## Kunstenaars
Enkele kunstenaars die deel uitmaakten van het Judson Dance Theatre waren:
- Trisha Brown
- Lucinda Childs
- Philip Corner
- Judith Dunn
- Malcolm Goldstein
- David Gordon
- Sally Gross
- Deborah Hay
- Fred Herko
- Tony Holder
- Meredith Monk
- Mary Overlie
- Aileen Passloff
- Steve Paxton
- Yvonne Rainer
- Arlene Rothlein
- Carolee Schneemann
- Valda Setterfield
- Elaine Summers
- James Waring

- Gemeinsame Normdatei: 7856951-5
- Library of Congress Control Number: n83127297
- Nationale Bibliotheek van Israël: 987007599412805171
- Système universitaire de documentation: 117768014
- Virtual International Authority File: 223704961